# 越前野中站
越前野中站（日语：／ Echizen-Nonaka eki */?）是位於福井縣吉田郡永平寺町野中，越前鐵道的勝山永平寺線車站。車站編號為E16。

## 車站構造
車站是一座地面車站，設有1面1線單式月台。此站沒有車站大樓。月台上設有候車室和廁所。另外，入口位於月台兩端，站內設有斜道。
當初車站為一座臨時車站。當時吉田郡上志比村、淨法寺村（現在均成為永平寺町一部分）和大野郡北鄉村（現時：勝山市）村長向京福電氣鐵道請願（請願站）。

## 歷史
- 1950年：

- 8月15日：在同年8月18日前，此站以臨時車站的名義啟用。
- 9月10日：常設車站啟用。

- 1978年11月1日：無人車站化[2][3]。
- 2001年6月25日：由於半年內兩度發生嚴重事故（日语：京福電気鉄道越前本線列車衝突事故），被國土交通省中部運輸局（日语：中部運輸局）引用鐵道事業法（日语：鉄道事業法）勒令全線暫停服務[6][7]。
- 2003年：

- 2月1日：車站設施轉讓至越前鐵道。
- 10月19日：越前鐵道重開永平寺口～勝山路段，本車站亦重開。

- 2024年10月11日：越前鐵道及福井鐵道均可使用ICOCA及全國通用IC卡付款[9][10]。

## 使用狀況
以下為一日平均上下車人次：
| 上下車人次變化 | 上下車人次變化 |
| 年度           | 1日平均人次    |
| -------------- | -------------- |
| 2011           | 67             |
| 2012           | 51             |
| 2013           | 51             |
| 2014           | 54             |
| 2015           | 53             |
| 2016           | 53             |
| 2017           | 53             |
| 2018           | 41             |
| 2019           | 45             |
| 2020           | 33             |
| 2021           | 15             |
| 2022           | 17             |

## 相鄰車站
越前鐵道
■勝山永平寺線
□快速（只有上行班次）
通過
■普通
轟（E15）－越前野中（E16）－山王（E17）

## 外部連結
- 越前鐵道越前野中站 （页面存档备份，存于）（日語）